# Honda BR-V
O Honda BR-V é um SUV crossover subcompacto fabricado pela Honda desde 2016 e vendido principalmente para mercados emergentes .   Apesar de ser dimensionalmente maior, o BR-V está posicionado abaixo do ZR-V, modelo mais avançado do mercado internacional . O modelo de primeira geração compartilha sua plataforma com o Mobilio de segunda geração, que por sua vez é baseado na plataforma Brio alongada. O modelo de segunda geração é construído em uma plataforma separada do Mobilio (compartilhada com o Amaze de segunda geração e o WR-V ). 
Desenvolvido pela Honda R&D Asia Pacific na Tailândia, o BR-V foi fabricado e montado em vários países asiáticos, incluindo Indonésia, Tailândia, Filipinas, Malásia, Índia e Paquistão, além de também ser vendido em Brunei, México e África do Sul.
De acordo com a Honda, o nome "BR-V" significa "Bold Roundabout Vehicle". 

## Vendas
| Ano  | Indonésia | Tailândia | Malásia | Filipinas | África do Sul | Índia  | Paquistão | México |
| ---- | --------- | --------- | ------- | --------- | ------------- | ------ | --------- | ------ |
| 2016 | 38.666    | 10.153    |         | 704       |               | 16.820 |           |        |
| 2017 | 21.932    | 6.087     | 17.506  | 7.212     | 1.614         | 12.275 | 10.318    |        |
| 2018 | 9.143     | 5.143     | 11.389  | 4.719     | 1.609         | 7.140  | 16.019    |        |
| 2019 | 4.071     | 4.540     | 7.538   | 4.003     | 1.383         | 2.857  |           | 6.153  |
| 2020 | 1.468     | 3.032     | 3.624   | 2.041     | 697           | 60     |           | 3.759  |
| 2021 | 2.949     | 1.589     | 3.886   | 1.989     | 742           |        |           | 3.819  |
| 2022 | 26.677    | 1.045     | 2.646   |           | 248           |        |           | 3.508  |
| 2023 | 18.195    | 813       |         | 6.882     | 678           |        |           | 3.846  |
| 2024 | 9.156     | 360       |         |           |               |        |           | 5.381  |